# Mauro Calamia
Mauro Emanuele Calamia (Torino, 22 gennaio 1980) è un ex cestista italiano.

## Carriera
Vince lo scudetto della stella a Varese nella stagione 1998-99.

## Palmarès
- Campionato italiano: 1

Pallacanestro Varese: 1998-99